# Marcelle Auclair
Marcelle Auclair (Montluçon, 11 novembre 1899 – Parigi, 6 giugno 1983) è stata una giornalista e scrittrice francese.
Madre dell'attrice Françoise Prévost, è stata la fondatrice del giornale Marie Claire.
È inoltre autrice di due opere popolari di psicologia applicata, intitolati Le bonheur est en vous (1951) e La pratique du bonheur (1956). Queste opere restano oggi una testimonianza importante della vita quotidiana negli anni cinquanta e della visione della felicità in quell'epoca ottimista (il primo anno di quel decennio vide la comparsa di un numero de La Nef di Lucie Faure intitolato «L'Amore è da reinventare», nel quale figura la firma di Marcelle Auclair a fianco di quella di altri scrittori come Jacques Audiberti, Émile Danoën, Maurice Druon e Roger Vailland).
Su richiesta di numerosi lettori, raggruppò questo due volumi in uno solo: Le livre du bonheur (1959), Éditions du Seuil.

## Opere
Éditions du Seuil
- La bonne nouvelle annoncée aux enfants (1953),
- La vie de Jaurès (1954),
- Le mauvais cœur, romanzo (1957),
- Ta messe, tes prières (1960),
- Bernadette (1961),
- La vie de Sainte Thérèse d'Avila (1967),
- Enfance et mort de Garcia Lorca (1968),
- La jeunesse au cœur (1970),
- À la grâce de Dieu (1973),
- La joie par l'Évangile (1975),
- Mémoires à deux voix (1978).

Gallimard
- Toya (romanzo), Anne Fauvet (romanzo), Changer d'étoile (romanzo)

altri editori
- Édition Nouvelle France: La dame en plus (romanzo)
- Éd. La Bonne Presse: La parole est à Mr Vincent
- Éd. Bloud et Gay: Bernadette (biografia)
- Éd. Hachette: Notes et maximes sur l'amour.